# Zamacra juglansiaria
Zamacra juglansiaria là một loài bướm đêm trong họ Geometridae.